# Chengdu J-7
De Chengdu Jian-7 (exportversies F-7) (NAVO-codenaam: Fishcan) is een Chinees jachtvliegtuig, afgeleid van de Russische MiG-21. Hij wordt nog steeds gebouwd, en dient in de luchtmachten van meerdere landen. Het is een opgewaardeerde versie van de originele MiG-21 met modernere avionica en wapens. Hij dient vooral als onderscheppingsvliegtuig.

## Ontwikkeling
In de jaren 50 en 60 deelde de Sovjet-Unie veel van zijn conventionele wapens en technologie met de Volksrepubliek China. Een van deze was het MiG-21 onderscheppingsvliegtuig en jachtvliegtuig. Aangedreven door een enkele motor en met een simpel ontwerp waren deze jagers niet duur, maar wel snel en wendbaar, waardoor ze perfect binnen de strategie pasten van kwantiteit tegenover de kwaliteit van het Westen.
Met de levering van een aantal MiG-21F jagers samen met technische documenten, begon China het toestel te reverse-engineering voor lokale productie. Dit werd bereikt met weinig wijzigingen aan het originele ontwerp. Slechte kwaliteit in het begin en trage voortgang, leidde ertoe dat grootschalige productie pas in de jaren 80 op gang kwam, tegen de tijd dat het ontwerp al aan het verouderen was. Toch is het toestel betaalbaar en vaak geëxporteerd als F-7, soms met Westerse systemen, zoals de toestellen die verkocht zijn aan Pakistan.
Midden jaren 90 begon de Luchtmacht van het Volksbevrijdingsleger de J-7B's te vervangen door de substantieel verbeterde J-7E variant. De vleugels van de J-7E zijn veranderd in een unieke "dubbele delta" vorm, wat leidde tot betere aerodynamica en grotere brandstofcapaciteit. Daarnaast kreeg hij een verbeterde motor en avionica. De nieuwste versie van de J-7, de J-7G, kwam in 2003 bij de Luchtmacht van het Volksbevrijdingsleger in dienst.